# Проспект Шевченка (Львів)
Проспе́кт Шевче́нка — один з центральних проспектів Львова, розташований між вулицею Саксаганського та площею Міцкевича. Адміністративно належить до Галицького району міста Львова.
Проспект Шевченка разом із площею Міцкевича та проспектом Свободи у святкові дні становлять великий єдиний залюднений проспект. Прилучаються вулиці Степана Руданського та Мирослава Скорика.

## Назва
- Гарбарська (пол. Garbarska) — назва, під якою вперше згадується вулиця 1414 року. Протрималась до початку XIX століття;
- від початку XIX століття до 1871 року — Святого Яна;
- у 1871—1955 роках — Академічна;
- від 1955 року — сучасна назва — проспект Тараса Шевченка.
- 1955 року до проспекту Шевченка приєднана колишня площа Академічна.

## Історія
Перша писемна згадка про вулицю датується 1414 роком. Вулиця була частиною Галицького передмістя, на ній мешкали кожум'яки (гарбарі). Звідси й початкова назва вулиці — Гарбарська.
На початку XIX століття в кінці вулиці був невеличкий ставок, в який впадали дві притоки Полтви — потічки Пасіка й Сорока, і заболочене русло Полтви знаходилося просто посеред вулиці. Через Полтву міщани перекинули кам'яний місток, який одним кінцем виходив на сучасну вулицю Фредра. На містку стояла фігура святого Яна Непомука (якій вулиця завдячувала своєю тодішньою назвою).
У 1886 році Полтву сховали до підземного колектора, а головний міський садівник Арнольд Рерінг заклав своєрідний нелінійний бульвар, котрий складався з окремих трапецієподібних «острівців» з заокругленими краями. 1906 року Рерінг разом із Альфредом Захаревичем модернізували бульвар. Вісь нинішньої вулиці Джохара Дудаєва подовжена алеєю, що проходила новоствореною центральною овальною клумбою до головного входу майбутньої домінанти — будинку Торгово-промислової палати (№ 17). Донині збереглися світлини, що демонструють давню структуру бульвару. Лише у 1930-х роках проспект реконструйовано і він набув вигляду традиційного бульвару з алеєю з двох рядів берлінської тополі (всього 72). 1997 року старі тополі викорчували, а замість них висадили кулясті клени. Пропозиція закрити проспект для автомобілів і відновити структуру алеї кінця XIX століття, закладену Рерінгом не була підтримана міською радою. Вже згадуваний ставок обмілів, його засипали землею та встановили на цьому місці пам'ятник видатному польському комедіографові Олександрові Фредрові. 1901 року на тополиній алеї постав пам'ятник польському поету Корнелеві Уєйському.
У 1871 році вулицю перейменували на Академічну, оскільки вона виходила до старого будинку Львівського університету імені Яна Казимира на сучасній вулиці Грушевського (університет тоді називали академією).
14 квітня 1936 року була розстріляна демонстрація безробітних, під час якої був убитий безробітний львів'янин Владислав Козак, його похорон 16 квітня вилився у велелюдну акцію протесту робітників, яка прокотилася містом, завдавши йому чималої шкоди. Пам'ятна композиція про ці події була встановлена у 1979 році на стіні наріжного будинку за радянських часів та демонтована 16 листопада 2023 року вже за часів незалежної України. У липні 1944 року тут вів бої радянський танк «Гвардія».
1955 року, за часів УРСР, вулицю перейменували в проспект Тараса Шевченка, однак деякі львів'яни й далі називають цю вулицю по-старому — Академічною. За часів УРСР площу Академічну, яка розташовувалася в кінці вулиці, об'єднали з проспектом Шевченка.

## Забудова

### Будинки
№ 1 (інша адреса — площа Галицька, 15) — будівля колишнього Галицького іпотечного банку зведена 1872 року за проєктом Філіпа Покутинського. Фасад опоряджений за мотивами архітектури Відродження. Майже відразу за проєктом Покутинського було добудовано флігель із кватирами працівників банку. 1879 року під керівництвом Зигмунта Кендзерського укріплено фундаменти. 1895 року Кендзерський добудував ще один флігель. У 1921 році надбудовано четвертий поверх. Наприкінці 1930-х років у цьому будинку відкрили кінотеатр «Європа». Після закінчення війни мережа кінозакладів дуже швидко відновила діяльність і кінотеатр «Європа» вже як кінотеатр «Україна» діяв до 2006 року (остання назва — «Галицький центр кіномистецтва»). До того, як у Львові побудували кіноконцертні комплекси «Мир» та «Львів», кінотеатр «Україна» був найбільшим міським кінотеатром.
У другій половині XIX століття тут містився готель «Тигр», або «Під тигром». Певне уявлення про готель дають креслення 1811 року, підписаних Матеусом Беккером. Це була триповерхова споруда зі стайнями на першому і готельними номерами на другому-третьому поверхах. Для будівництва споруди банку, готель знесено.
№ 2 (інша адреса — площа Міцкевича, 1) — в середині XVII століття на цьому місці був шлюз, який регулював приплив води з Полтви до міського рову. Відомо про заїзд (готель) «Під трьома гаками», що знаходився тут наприкінці XVIII століття. Заклад належав підприємцеві і землевласникові Георгу Гофману. У 1811 році Гофман збудував на цьому ж місці готель «Hotel de la Russie». Саме в «Російському» зупинявся під час подорожі у Верхівню французький письменник Оноре де Бальзак. Згодом, в середині XIX століття, готель був названий за іменем засновника — «Жорж».
1899 року розпочалося будівництво нової будівлі готелю. Проєкт розробила віденська архітектурна контора Гельмера і Фельнера. Проєкт доповнено Іваном Левинським та Юліаном Цибульським. У наріжних нішах другого поверху новозбудованого будинку постали чотири статуї — алегоричні зображення частин світу (Америка, Африка, Азія та Європа), які виконав львівський скульптор Антон Попель за ескізами та моделями Леонарда Марконі. Внутрішнє оздоблення вестибюля, балюстрада сходів і незбережене нині первісне оформлення інтер'єрів номерів носило перші ознаки сецесії. На фронтоні головного фасаду — рельєф із скульптурним зображенням святого Юрія (Георгія) Змієборця, або Жоржа, оскільки готель зберігав давню назву. Усього в готелі було 93 номери, 92 з яких — люкси. Санвузли були зібрані у два великі стояки біля сходових кліток. Лише у 1920-х роках проведено реконструкцію, під час якої було влаштовано санвузли у кожному номері.
1940 року, за часів УРСР, готель було передано акціонерному товариству «Інтурист». Нині готель «Жорж» декларує 2-зіркову якість послуг та пропонує «люкси, напів-люкси, одномісні та двомісні номери першої категорії та номери туристичного класу обладнані всім необхідним для комфортного перебування».

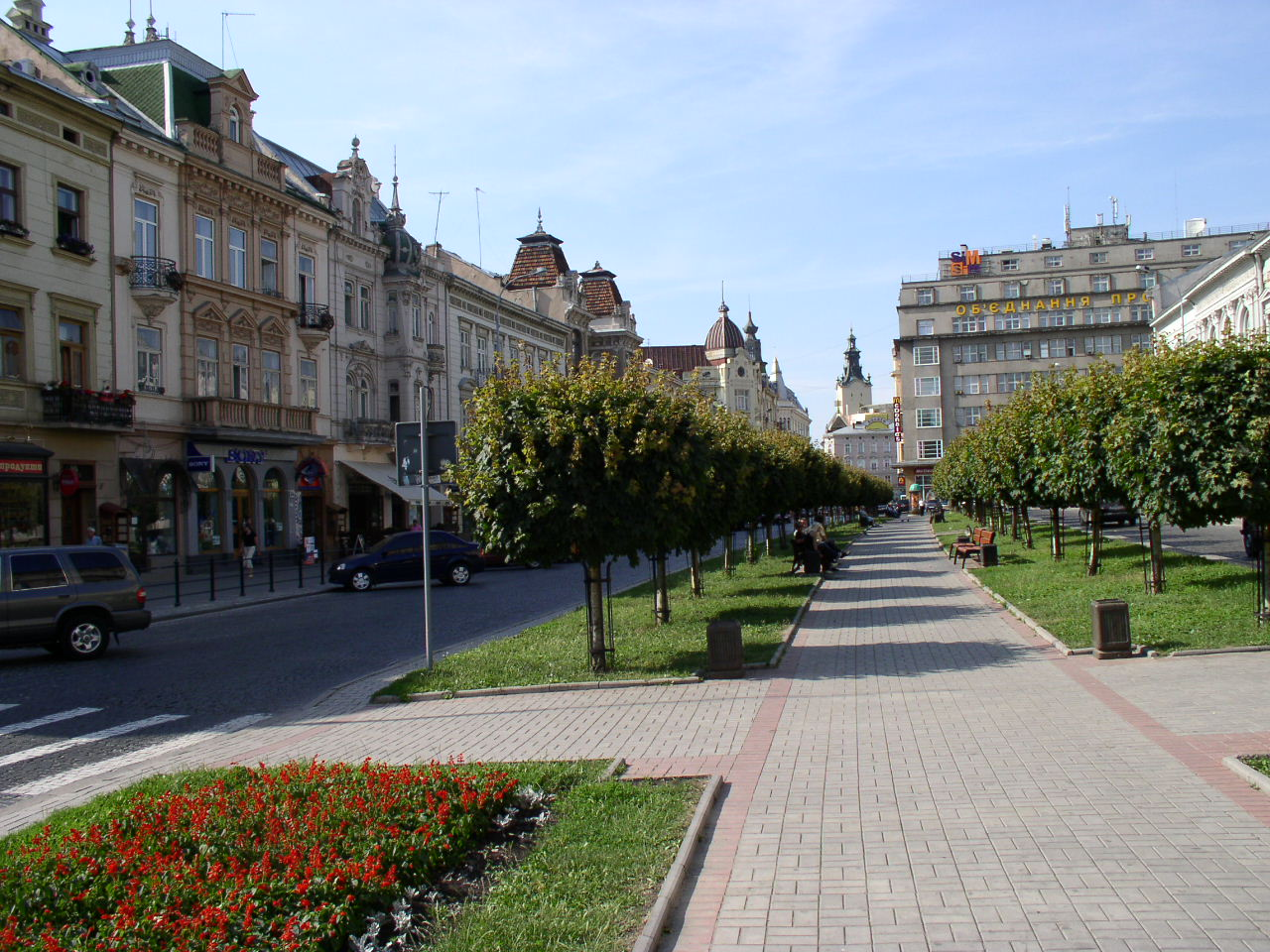
Удалині, з підписом — Об'єднання — другий будинок Шпрехера

№ 4 — колишній прибутковий будинок Адольфа Сегаля, збудований у 1904—1905 роках за проєктом Тадея Обмінського. Розташований на розі з вулицею Мирослава Скорика. На момент зведення, вважався взірцем стилю ар нуво, а також дорогого, престижного і комфортного житла.
№ 6 — перед Першою світовою війною належав родині Бромільських. 1909 року було організовано конкурс на найкращий проєкт майбутнього торгового дому Бромільських. Розглянуто 7 проєктів і першу нагороду отримав спільний проєкт Владислава Дердацького та Вітольда Мінкевича (з модернізованими елементами бароко і класицизму). Через війну проєкт не реалізовано. Нині перший поверх зайнятий магазином «Prostor». 
№ 7 — був відомий як другий «будинок Шпрехера» (ще один, розташований неподалік на площі Міцкевича). Восьмиповерховий прибутковий будинок у стилі функціоналізму збудований 1929 року. В основу закладено залізобетонний каркас, зовні облицьований плитами штучного граніту та мармуру, у внутрішніх подвір'ях стіни вкриті білою керамічною плиткою, інтер'єри прикрашені алебастровими плитами (каменярські роботи фірми Людвіка Тировича). Проєкт виконав Фердинанд Касслер, замовником виступав відомий львівський підприємець Йона Шпрехер. Протягом різних часів приміщення орендували різноманітні організації. У 1933—1936 роках тут містилося консульство Угорщини. В радянські часи на першому поверсі розміщувався ресторан «Елегант», оформлений за проєктом Петра Тарнавецького. Тепер тут Будинок профспілок Львівщини. Перший і другий поверх займає ресторан швидкого харчування Макдональдс та жіночий бутик. У 2021 році в межах програми «100 років модернізму у Львові» Бюро спадщини ознакувало будинок інформаційною табличкою.
У попередньому будинку на цьому місці, що також мав сьомий номер, знаходилась відома кав'ярня Фрідріха Вільгельма Шнайдера. Розширена 1897 року і наново оздоблена незвичними для тогочасного Львова сецесійними розписами Антона Туха, стала популярною серед мистецької богеми. В її залах відбувалися виставки малярства і скульптури. Близько 1900 року вона вважалася найпрестижнішою у Львові. 1907 року кав'ярню закрито, а 1912 року — дім розібрано.
№ 8 — приватний океанаріум. До 2020 року тут містився кінотеатру «Київ» — один з найдавніших кінотеатрів у Львові. Окрема двоповерхова будівля кінотеатру у дворі чиншової кам'яниці, з залом на 300 місць, створена фірмою Івана Левинського, в опорядженні залу і оформленні входу металевою рекламою брав участь Альфред Захаревич. Кінотеатр відкрився у 1912 році, початково мав назву «Фрашка». Наступного року змінив назву на «Штука», пізніше — «Химера». 2002 року на фасаді встановлено меморіальну таблицю, яка сповіщає що у 1892—1898 роках тут діяло Наукове товариство імені Шевченка (скульптор Ярослав Скакун, архітектори Олег Чамара та Василь Каменщик). 
28 серпня 2020 року в приміщенні колишнього кінотеатру «Київ» відкрився приватний океанаріум.
№ 9 — колишня кам'яниця І. Стагля у стилі італійського неоренесансу. Походить із 30-х років XIX століття. Нинішній вигляд отримала внаслідок реконструкції в кінці 1880-х для потреб жіночої школи імені королеви Ядвіги за проєктом Ігнатія Брунека. Тут містився головний корпус Львівського інституту банківської справи. Вхід у будівлю знаходиться від вулиці Нижанківського. У 1985 році споруду внесли до переліку пам'яток архітектури та містобудування місцевого значення. Нині будівля перебуває на балансі Державної наукової установи «Інститут модернізації змісту освіти». Від 2018 року будівлю орендує ТОВ «АйКю Холдинг». 19 січня 2024 року відбудеться аукціон з продажу цього будинку.
№ 10 — кам'яниця збудована за проєктом Яна Шульца у 1893 році як прибутковий будинок. Тоді вона мала глибокий виріз у фасаді. 1926 року цей виріз забудували вітриною «Цукерні Залєвського». У 1939 році цукерня припинила своє існування, а її приміщення зайняла артіль «Труд інвалідів». Людвіг Залевський помер наступного року, а його син, Владислав, у 1945 році був заарештований як ворог народу та за два роки помер у тюменському концтаборі.  Попередній будинок, що стояв на цьому місці, був двоповерховий, збудований у стилі класицизму за проєктом Йозефа Землера молодшого у 1826 році для Карла Шнайдера. У дворі цього будинку містилась найстаріша лазня Львова, відкрита 1810 року як Лазня Святої Анни. Воду для неї брали з джерела, яке било тут же. Вона містила вугільну кислоту і вапно. Таким чином, лазня була своєрідним бальнеологічним закладом. Джерела вистачило ненадовго, бо вже через сорок років власник лазні звернувся до влади з проханням провести додатковий водопровід. За радянських часів мала назву «Лазня № 1». У 1990-х роках тут відкрили «Ґранд-клуб „Софія“». До недавнього часу весь перший поверх займав кондитерський магазин фабрики «Світоч», а від 1972 року у підвалі «Світоча» містився бар «Шоколадний», нині усе приміщення займає ресторан швидкого харчування мережі «Пузата хата».
№ 11 — триповерхова колишня чиншова кам'яниця збудована у 1884—1885 роках у стилі історизму. До 1939 року тут мешкали визначні львів'яни: лікарі, професори університету, зокрема, польський правник, керівник кафедри політичного права Львівського університету Станіслав Стажинський. На першому поверсі будинку біля сходової клітки містилася елегантна кравецька майстерня під назвою «Amalja Stein», що належала пані Годлевічовій. Після війни тут містилася регіональне представництво Радіо-телеграфічного агентства України (від 1990 року — «Укрінформ»), а інші приміщення розділили поміж працівниками цієї установи. Наприкінці листопада 2021 року міське управління комунальної власності продало одне з колишніх приміщень представництва агенції «Укрінформ». Нині у будинку функціонує Львівський прес-клуб, представництво польської страхувальної компанії «PZU», кафе «Домашній ресторанчик», туристична агенція «Глобус» та декілька інших юридичних осіб. Перед будинком до 1970-х років стояла помпа-криниця.
№ 13 — будинок колишнього Міського казино та Літературно-мистецького кола, споруджений у 1874—1876 роках за проєктом Людвіка Вежбицького та Філіпа Покутинського. Вхід був оздоблений двома каріатидами авторства Леонарда Марконі (не збережені). Наприкінці 1909 — на початку 1910 року «Колом польських архітекторів» проведено конкурс на будівлю нового 5-поверхового міського казино. Розглянуто 10 проєктів і відзначено 3 з них: Станіслава Данковського (у стилі неокласицизму), Владислава Клімчака і Мар'яна Гейцмана, раціональний модерн), Станіслава Улейського (неоготика). Керівником будівельних робіт призначено Зигмунта Федорського. Однак будівництво так і не було почато.
№ 14 — споруджений будівельною фірмою Зигмунта Кендзерського у 1897 році, оздоблений рельєфами Броніслава Солтиса.
№ 15 — будинок споруджений у 1910 році за проєктом архітектора Людвіка Вельтце.
№ 16 — будинок споруджений у 1895—1896 роках за проєктом Михайла Ковальчука.
№ 17 — будинок споруджений 1912 року за проєктом Юзефа Сосновського та Альфреда Захарієвича для Промислово-торгової палати міста Львова. Фасад будівлі гротескно поєднує сецесійні мотиви і неокласицизм. Фриз вкритий позолоченою смальтою із алегоріями торгівлі та ремесел виконав Войцех Пшедвоєвський (1908). Ще один фриз із зображенням герба міста, символів торгівлі і промисловості виконаний за проєктом Генрика Узембла (1908). Непересічно виконаний інтер'єр холу у модернових формах. З 1939 по 1991 роки тут містився міський осередок Комуністичної партії України (міськком). Пізніше приміщення передали Львівській обласній прокуратурі.
№ 20 — колишня кам'яниця Дронговського. (інша адреса — вулиця Дудаєва, 2). Фасад оздоблений скульптурами і медальйонами із зображеннями письменників авторства Петра Гарасимовича (виконано у майстерні Віктора Заккі). Будинок споруджено 1886 року за проєктом Лукаша Бодашевського.
№ 21 — житловий будинок, споруджений 1910 року в неоготичному стилі. Архітектор Ян Шульц, скульптурне оздоблення Петра Гарасимовича. Перший поверх і підвал займає кондитерська-ресторан «Вероніка».
№ 23 — житловий будинок, споруджений 1909 року за проєктом Людвіка Балдвіна-Рамулта.
№ 25 — на першому поверсі цього будинку з 1911 року працювала кав'ярня «Roma». Над оздобленням інтер'єру працювали краківські художники Генрик Узембло та Кароль Фрич.
№ 26 — колишній будинок Ромуальда Турасевича, збудований за проєктом Юліана Цибульського у 1898 році. Автор скульптур атланта і каріатиди — Броніслав Солтис.

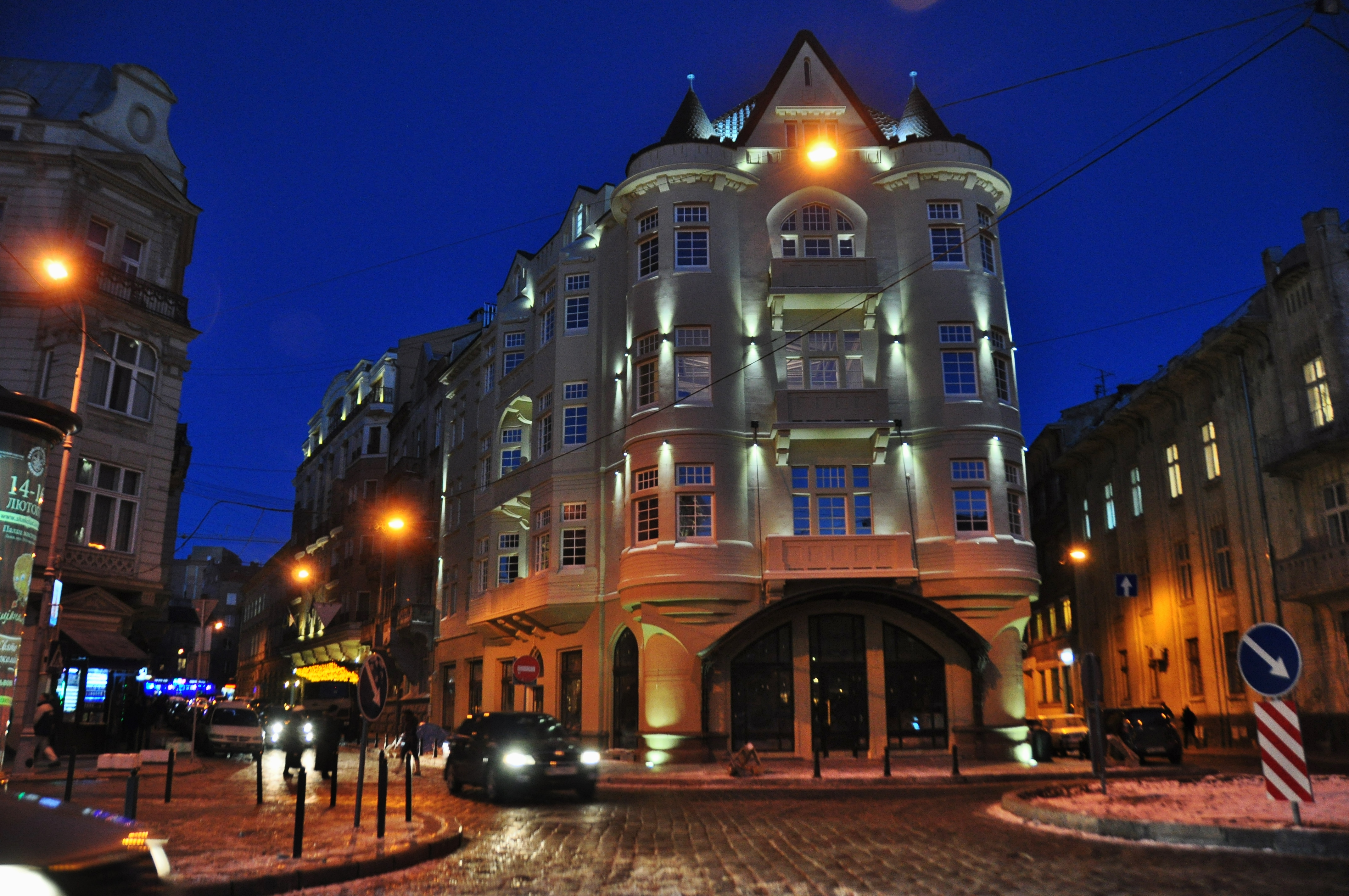
Будинок № 27. Тут на першому поверсі міститься кав'ярня «Шкоцка»

№ 27 — житловий будинок, споруджений 1909 року за проєктом архітектора Збігнєва Левинського як прибутковий будинок Еміля Векслера у стилі модернізованої готики. В інтер'єрі розписи «Лицарської зали» виконав художник В. Белецький (1910). Власником земельної ділянки і замовником проєкту був підприємець Еміль Векслер.
Упродовж 1909—1944 років на першому поверсі кам'яниці Векслера містилася кав'ярня «Шкоцка» («Шотландська»), яка стала місцем збору представників львівської математичної школи. Саме у цій кав'ярні Стефан Банах, видатний представник львівської математичної школи першої половини XX століття, відкрив теорію функціонального аналізу, яка пізніше отримала назву «Шкоцька теорія».
У 1999—2009 роках тут знаходилося відділення «Universal Bank», а після тривалої реставрації будівлі, у 2011 році, тут відкрився готель «Атлас Делюкс».
№ 28 — будинок збудований за проєктом архітектора Якова Баллабана для інженера Карла Зигмунта Ріхтмана у 1897 році. Неорококове скульптурне оздоблення Броніслава Солтиса.
№ 32 — триповерхова офісна будівля львівської філії АТ «Банк Кредит Дніпро», збудований у 1988—1992 роках за проєктом архітекторів Миколи та Юрія Столярових на розі з вулицею Драгоманова.

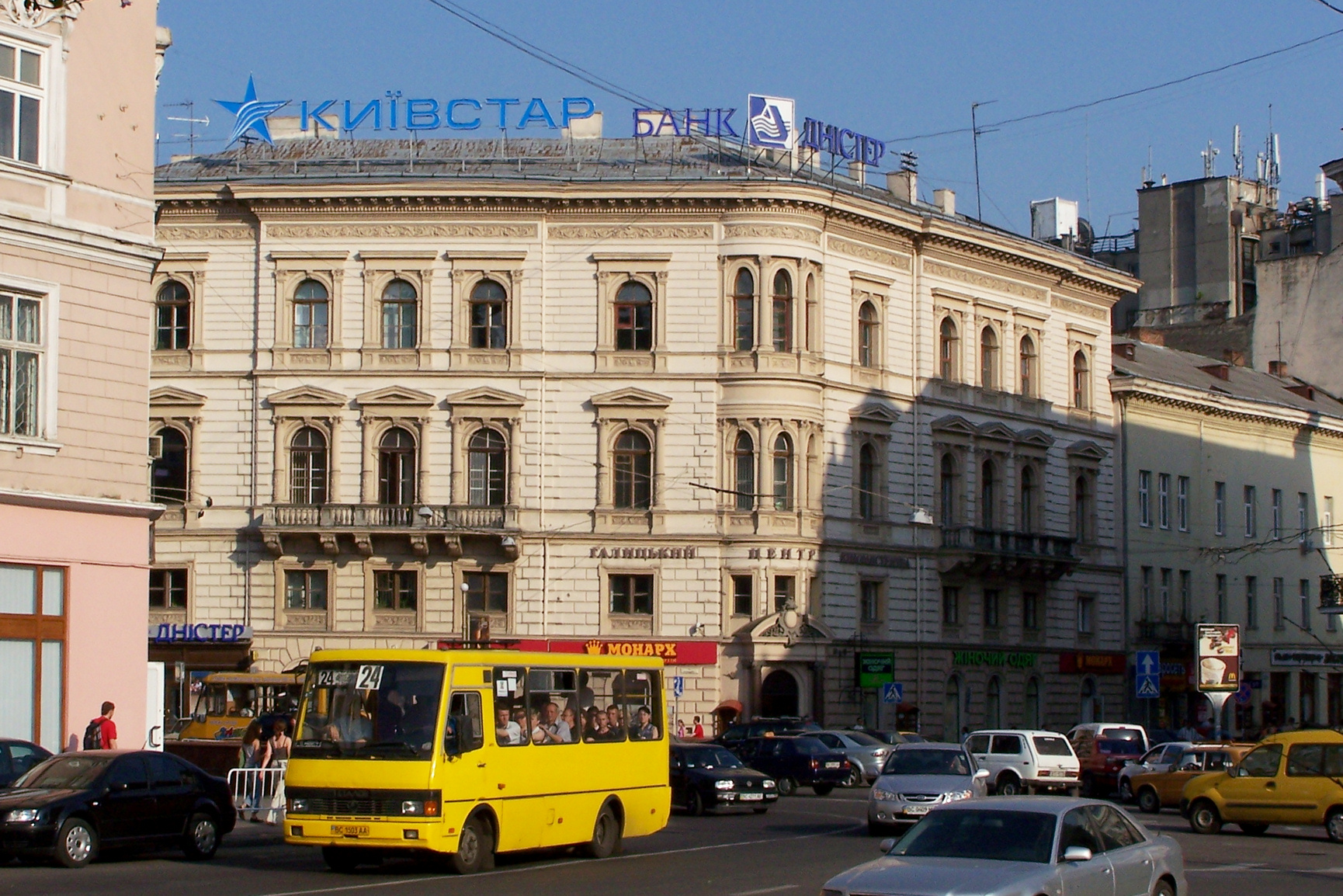
Колишній Галицький іпотечний банк
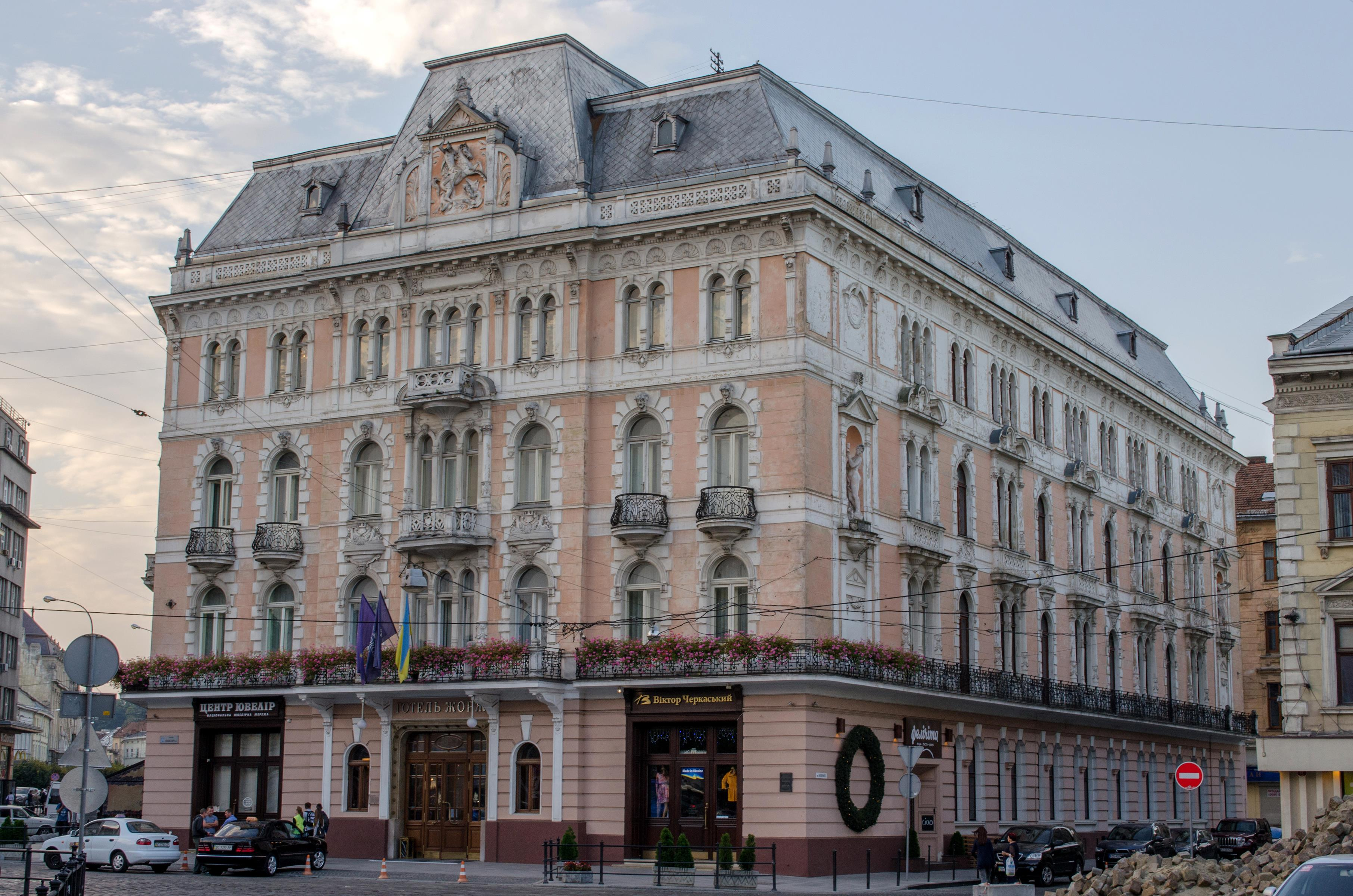
Готель «Жорж» збудований 1899 р.
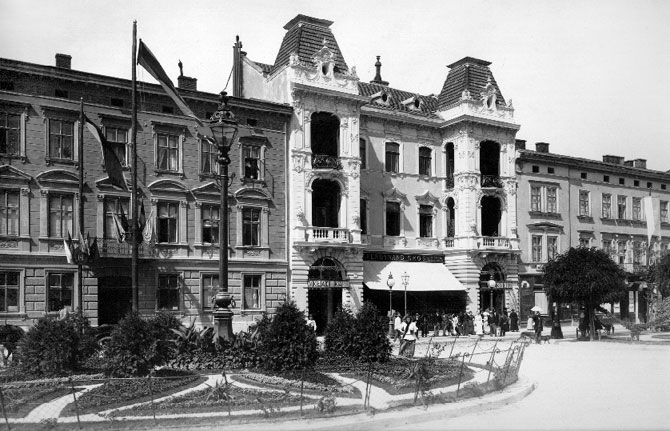
Будинки № 8, 10, 12 (справа наліво; світлина Ф. Рихновського 1894 р.)
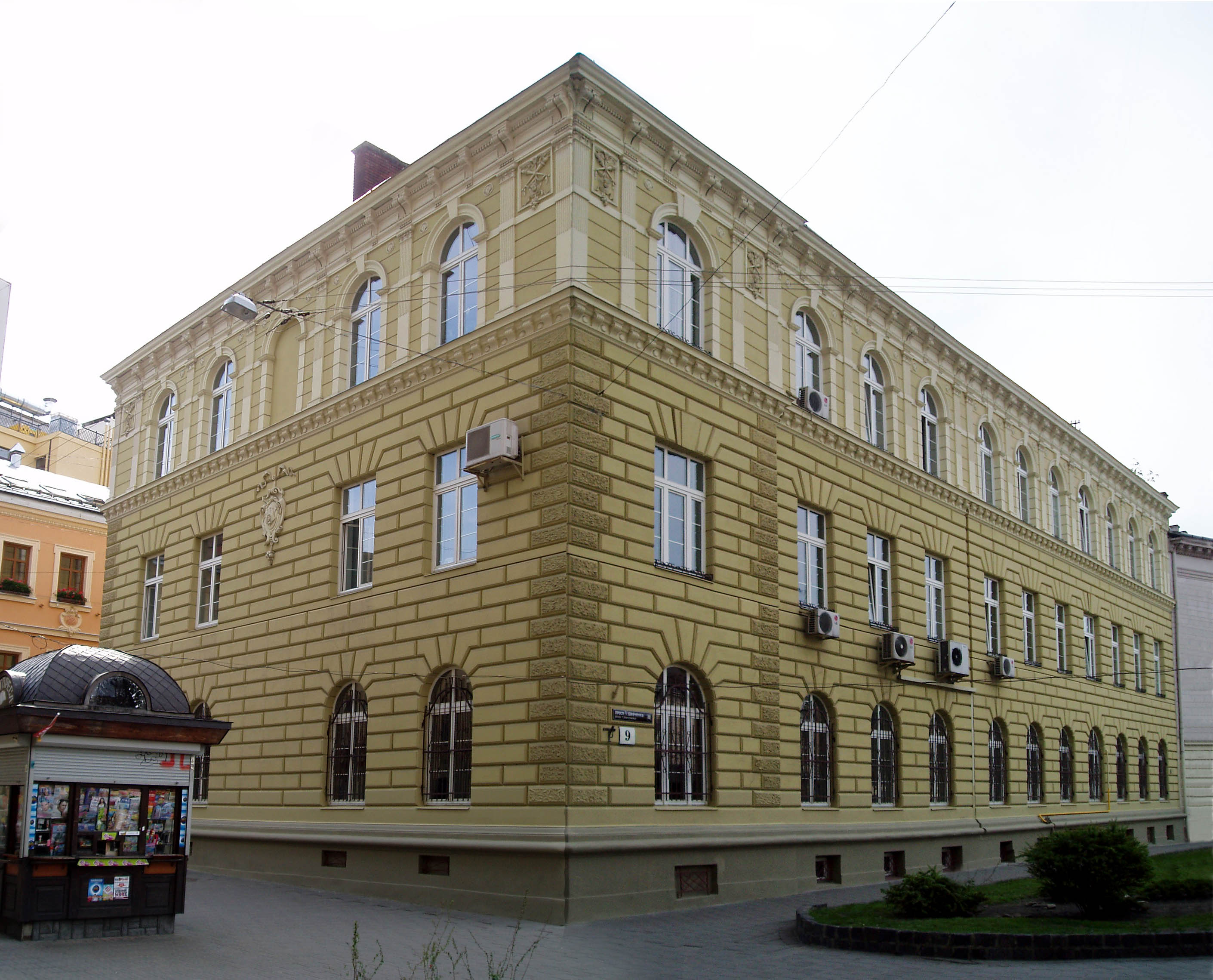
Львівський інститут банківської справи
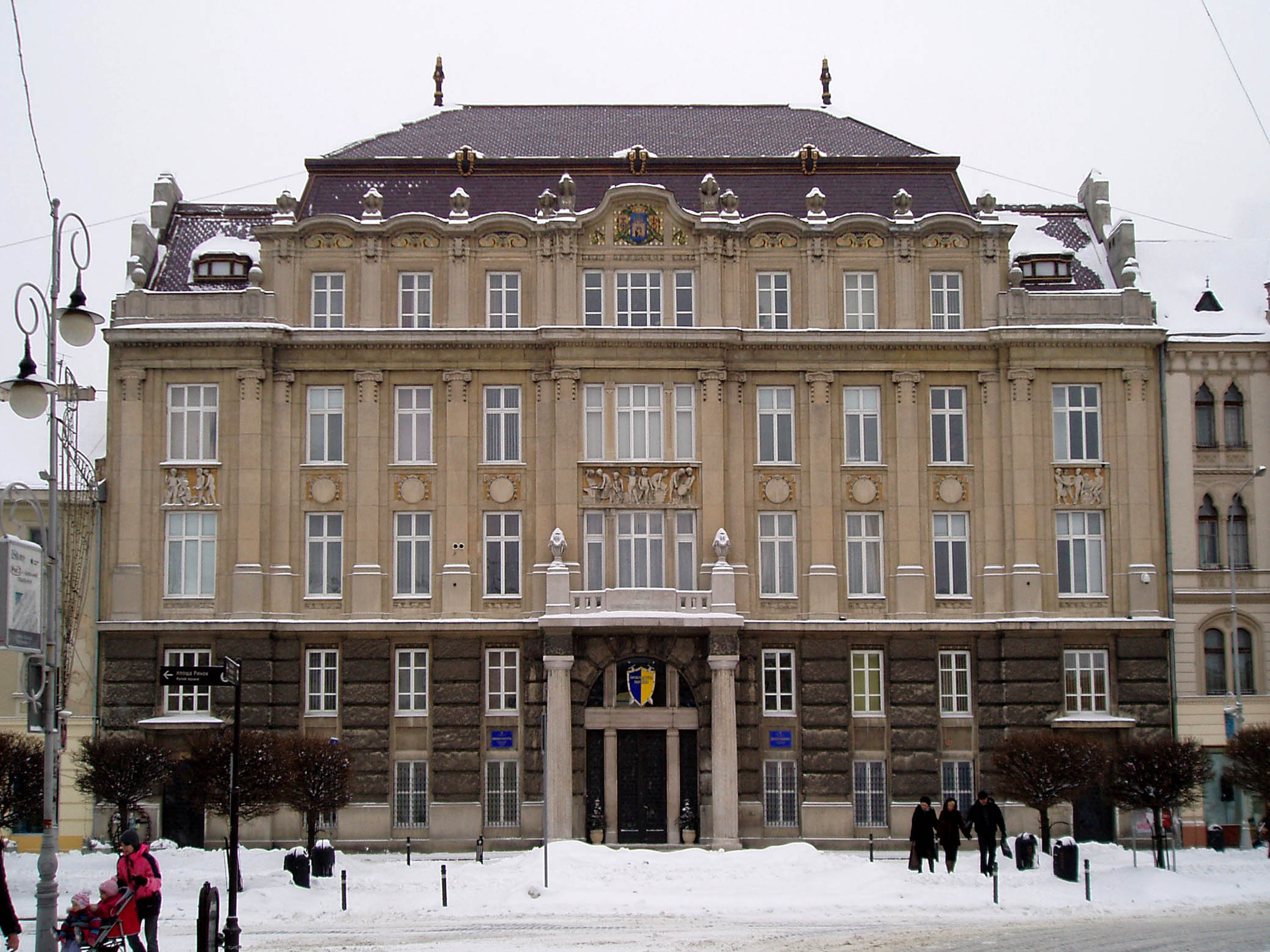
Львівська обласна прокуратура

## Пам'ятники
12 червня 1994 року на колишній площі Академічній встановлено перший в Україні бронзовий пам'ятник Михайлові Грушевському. Скульптори — Дмитро Крвавич, Микола Посікіра, Любомир Яремчук, архітектор — Василь Каменщик. Раніше, на цьому ж місці стояв пам'ятник Олександрові Фредрові, вивезений після Другої світової до Вроцлава. Автором пам'ятника був львівський скульптор Леонард Марконі. У червні 1892 року Марконі здобув перемогу на конкурсі проєктів, після чого гіпсова модель була доопрацьована ще протягом чотирьох років. Пам'ятник відлито у бронзі у віденському підрозділі фірми Фрідріха Альфреда Круппа і урочисто відкрито на тодішній площі Академічній 25 жовтня 1897 року.
1901 року перед будинком міського казино (№ 13) відкрито пам'ятник Корнелю Уєйському, авторства Антона Попеля. Це було бронзове погруддя поета на гранітному п'єдесталі, виготовленому у майстерні Генрика Пер'є. Загальна висота — 5 м. Нині пам'ятник знаходиться у польському місті Щецин.
1905—1907 року підприємець Костянтин Володкович робив спроби встановити на проспекті пам'ятник Шевченкові. У 1915—1916 роках Зигмунт Курчинський виготовив кілька макетів пам'ятника польським Легіонам, що мав стояти біля будинку Торгово-промислової палати (будинок № 17). Проєкт не було затверджено.
Також в приміщенні Львівської обласної прокуратури розташований невеличкий пам'ятник Михайлові Грушевському.

Пам'ятник Михайлові Грушевському
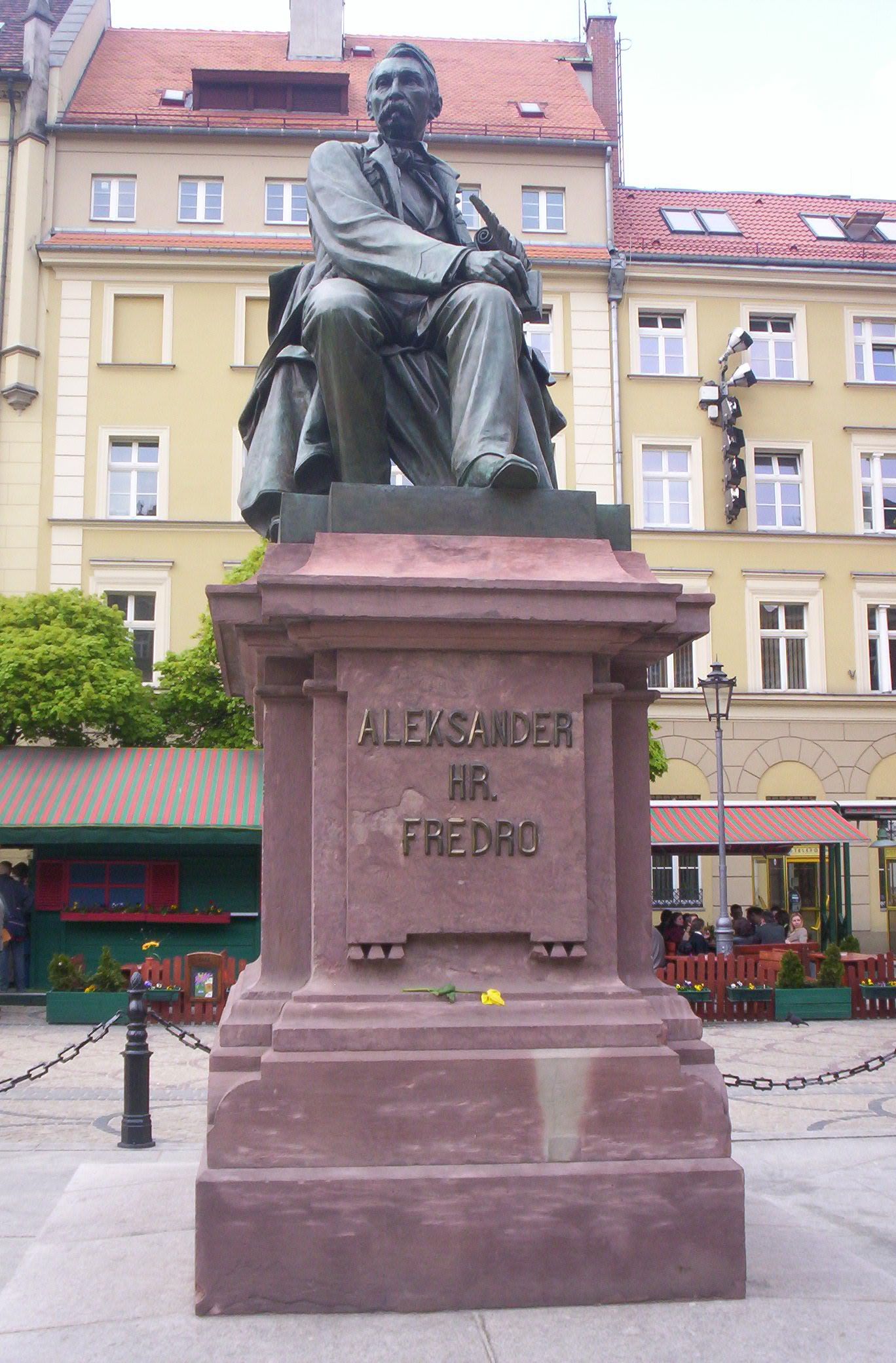
Олександрові Фредрові у Вроцлаві
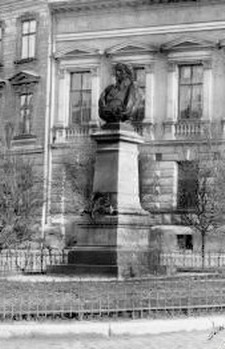
Пам'ятник Корнелю Уєйському

## У мистецтві
Вулиці Академічній присвячений вірш «Прохід вулицею Академічною» українського поета Віктора Неборака.